# Magdalena Mixtepec
Magdalena Mixtepec là một đô thị thuộc bang Oaxaca, México. Năm 2005, dân số của đô thị này là 1101 người.